# KV52
KV52 (Kings' Valley 52) è la sigla che identifica una delle tombe della Valle dei Re in Egitto; sepoltura di animali.
KV52 è forse tra le più piccole della Valle dei Re e fa parte, con KV50 e KV51, di un gruppo noto anche come Tombe degli Animali. Al suo interno, infatti, Edward Russell Ayrton, nel 1906, rinvenne la mummia di una scimmia. 
La vicinanza con la KV35 di Amenhotep II ha fatto ipotizzare, ma nulla vale a suffragare tale ipotesi, che le tre tombe ospitassero gli animali preferiti del faraone.
Sottoposta a furti in antico, al suo interno vennero rinvenuti anche frammenti di un sarcofago di legno verosimilmente destinato a contenere uno o entrambi gli animali. Sia il cane che la scimmia erano stati sottoposti ad un processo di mummificazione molto simile a quello umano, ma erano privi di bende; si è pertanto ipotizzato che, come per gli umani, tra gli strati di fasciatura fossero stati inseriti amuleti oggetti di furto.
|      | Cane | Scimmia | Babbuino | Oca | Ibis |
| ---- | ---- | ------- | -------- | --- | ---- |
| KV50 | 1    | 1       | -        | -   | -    |
| KV51 | -    | 3       | 1        | 3   | 1    |
| KV52 | -    | 1       | -        | -   | -    |

### Annotazioni
1. ↑  Le tombe vennero classificate nel 1827, dalla numero 1 alla 22, da John Gardner Wilkinson in ordine geografico. Dalla numero 23 la numerazione segue l’ordine di scoperta.

### Fonti
1. ↑  Theban Mapping Project
2. ↑  Nicholas Reeves e Richard Wilkinson, The complete valley of the Kings, New York, Thames & Hudson, 2000, p. 185.
3. ↑  Reeves & Wilkinson (2000), p. 185.